# Кристијана Фелшеринов
Кристијана Ф. (рођена Кристијана Вера Фелшеринов, 20. мај 1962, Хамбург, Западна Немачка) - немачки композитор, књижевник и музичар. Најпознатија је по аутобиографској књизи Ми деца са станице Зоо , по којој је две године касније (1981) снимам истоимени филм „Ми деца са станице Зоо”. 2013. године издала је књигу Мој други живот, неке врсте наставак прве књиге.

## Биографија
Кристијана Ф. је рођена у Хамбургу, али се касније, док је била још дете, преселила са породицом у Западни Берлин. Настанили се у насељу у Гропијусштад, општина Нојкелн. Гропијусштад састоји се углавном од бетонских небодера, где је живео нижи социјални слој. Отац се није много бавио проблемима породице, више је волео свој стари Порше и постао алкохоличар, због чега је био понекад насилан у односу на своје две ћерке. Касније су се родитељи и развели.
Када је имала 12 година почела је да пуши хашиш, заједно са компанијом својих пријатеља, који су били годину-две старији, у локалном омладинском клубу. Са временом су почели постепено користити јаке дроге, као што су ЛСД и различите облике пилула, да би на крају прешла на хероин. Као 14 годишњакиња постала је зависник од хероина. Да би зарадила паре почела је да се бави проституцијом, углавном у Западном Берлину, на тада, највећој железничкој станици Банхоф Зоо . У том периоду постала је део групе адолесцената-наркомана, која се тамо бавила проституцијом и наркоманијом. 

## Кристијана Ф.

### Књига — Кристијана Ф, Ми деца са станице Зоо
Два новинара из часописа Штерн, Кај Херман и Хорст Рик, срели су се са Кристијаном Ф. 1978. године у Берлину, када су били на суђењу против особе која је платила малолетне девојке са хероином у замену за секс. Новинари су желели да се открије проблем дроге међу адолесцентима у Берлину, која је узимала све више жртава и постала табу тема. Тако су са Кристијаном урадили двочасовни интеврју. Почетна два сата продужила су се на два месеца, где је Кристијана Ф. дала детаљан опис свог живота, као и других адолесцената у Западном Берлину 1970-их година. Новинари су касније објавили низ чланака у часопису Штерн, које су снимали магнетофонским записом за време интервјуа са Кристијаном.
Интервјуи су били обимни и Издавачка кућа Стерн се на крају одлучила да објави књигу Кристиане Ф. – Ми деца са Станице Зоо, која је издана 1979. године. Књига се дешава од 1975. до 1978. године, у узрасту Кристијане од 12 до 15 година, њен узраст са групом пријатеља, заједно са другим наркоманима, као и сцене из типичних места берлинске наркоманије. Прича књиге је у првом лицу са гледиштем Кристијане Ф, иако су књигу списали новинари Кај Штерн и Хорст Рик. У књизи су и изјаве Кристјанине мајке и других особа који су били сведоци ескалације ситуације са дрогом у Берлину (социјални радници, криминалисти, психолози, вођа евангеличанског центра,…)
Књига коју је у Западној Немачкој издавао Штерн-Бух продавала се по 18 DM и била је бестселер. На бестселер листи часописа Шпигл остала је на првом месту 95 недеља. Књига је била део школског програма у Западној Немачкој, преведена је бар у 15 језика и тиражу 4 милиона.  Када је постала пунолетно лице добила је доступ до рачуна на коме је била зарада од књиге у висини око 400.000 DM. Кристијана Ф. сада прима (коауторску) месечну надокнаду у висини 2000 евра.

### Филм
Године 1981. по сценарију књиге направљен је филм „Кристијана Ф. - Ми деца са станице Зоо”, који је режирао Ули Едел, и продуциран је од Бернда Ајхингера и Ханса Вајта. Сценариј је написао Херман Вајгел а главну улогу Кристијане је одиграла Натја Брункхорст. 
Филм је снимљен на истим локацијама, у Гропијусштату и железничкој станици Зоо, дискотека Саунд у Тиргартену. Улогу је имао и Дејвид Боуви, Кристијанин омиљени певач, који се појављује на концерту у дискотеци Саунд (Sound). Боуви је за филм направио саундтрак , који је објављен у Немачкој у 1981. години, са главном песмом Хероји (енгл. Heroes).
У децембру 2013. године у интервјуу Кристијана Ф. каже да су премијеру филма у Немачкој гледали заједно са Боувијем (1981), који је дошао по њу са лимузином. "Мислила сам да ће бити Дејвид Боуви главна звезда мога филма, али било је све о мени", рекла је 2013. Кристијана. Филм је по њезиним речима реално показивао стање њеног друштва, али се јој није толико допао. 
„… (филм) не описује како сам одрастала и како сам занемарена од мојих родитеља. Мој отац је био пијаница, и малтретирао је мене и моју сестру . Био је љут човек, а моја мама није могла ништа да уради. Мама је имала романцу са другим човеком и више бринула о себи. Као дете била сам веома усамљена. Хтела сам негде припадати и имати афирмацију (у неком друштву), али више сам се борила са светом.”

## Кристијана Ф. постане позната звезда
Након почетног успеха књиге и филма, Кристијана Ф. постане медијска звезда, тако у Немачкој као и другим земљама Европе. Супкултура адолесцентних девојака у Немачкој је почела да имитира њен стил; одећу и проведено време око железничке станице Зоо, који је због Кристијане постала туристичка атракција. Тај развој догађа се није много допао социјалним радницима који су се бавили са децом. Мрачна судбина филма није могла наговестити добре резултате за адолесценте којима је Кристијана Ф. постала узор.
Између 1982. и 1985. године, Кристијана  живи у Цириху код породице Кел (Keel), који су били власници издаваштва Диоген. За то време упознала је књижевнике Фридериха Диренмата, Патриша Хајсмит и Патрик Зискинд. У интервјуу из 2013. године, она је објаснила да је "живела између познатих књижевника и хероинске сцене" па је описала парк Плацшпиц у Цириху као Дизниленд за џанкије. Локација која је личила на "гомилу смећа", где људи умиру због инфекције хепатитисом Ц и ХИВ, а супарничке банде се бију за власт.
Током 1980-их са дечком Александром Хакејем, играчем из немачке групе Ајнштирзенд Нојбатен, је снимила два албума. Такође су снимили и уводник за Ролингстонсе (песма Satisfaction). Заједно су били и у немачком филму Декодер (Decoder). Касније је Кристијана говорила да је њен момак Александар такође био зависник од хероина, који се код ње крио од јавности. 
Дана 10. октобра 2013. године издала је своју аутобиографску књигу Кристијана Ф, Мој други живот . У њој описује живот који је следио након прве књиге Ми деца са станице Зоо У промотивном интервјуу открила је своју мотивацију за издање друге књиге, где каже "Не, књига нема поруке. Хтела сам противречити свима записима у новинама, који су смеће! На крају, хтела сам да опишем каква сам била у реалном." Међутим, у интервјуу у децембру 2013 даје противречну изјаву сама себи:
„Надам се да ће књига Мој други живот одвратити људе од конзумирања дроге, доста конкретније него што је то радила моја прва књига. Сигурна сам да ће тако и бити. У књизи описујем колико бола сам имала у животу и да ћу ускоро болном смрћу и умрети.”
Крисијана Ф. болује за хепатитисом Ц којим се заразила окуженом иглом 1989. године , док је узимала хероин, због чега је добила и цирозу јетре а лечење интерфероном одбацује због странских ефеката. У 2013. години даје изјаву:
„Ја ћу ускоро умрети, ја то знам. Али нисам ништа пропустила у мом животу. Ја сам у реду са њим. Али то није оно што ја препоручујем: то није најбољи живот, али то је мој живот.”

### Употреба дроге
Кристијана Ф. је живела и у САД, где је била ухапшена за поседовање хероина и опијума, такође је хапшена и у Грчкој, пре него што се вратила у Немачку 1993. године. Као одрасла особа, наставила је да користи дроге.1994. године лечена је са метадоном. Лечење је поновила неколико пута. Због дроге је била и у затвору.
Једно време живела је са сином (рођеним 1996) у немачком Телтову. 2008. године се преселе у Амстердам. Старатељство над својим сином изгубила је у августу 2008. године, након интервенције власти у Берлину. Крајем јануара 2011. године полиција врши претрес на станици Морицплац, железничка станица у Берлину која је позната по препродаји дроге, али код Кристијане дрога није пронађена.
У интервјуу у октобру 2013. године изразила је разочарање у вези са схватањем јавности о њој, након објављивања прве књиге Кристиане Ф-Ми деца са станице Зоо (1979):
„Шта ме брине више од свега је то о Кристијани Ф. Дали је коначно престала са дрогом или не? Као да нешто друго о мени не постоји. Али не могу да престанем. То је оно што су сви увек очекивали од мене. Лекари се жале. Али имам свој живот, на крају крајева.”
Децембра 2013. у интервјуу, у својој 51. години, каже да наставља да конзумира метадон и понекад пуши конопљу али да је алкохолизам њен главни проблем. У одговору на питање о томе зашто се никада није престала са дрогом одговорила је: "Никада нисам ни желела да одустанем, другачије нисам знала. Одлучила сам да живим сопствени, другачији, живот него остали људи. Мени не треба изговор да се зауставим."

## Дискографија
- "Wunderbar" (1982)
- "Gesundheit!" (12"): Posh Boy (1982)
- "CHRISTIANA - Final Church" (maxi-single, 1982)
- "Wunderbar / Health Dub" (12"): Playhouse (2003)
- "Christiane F. Wir Kinder Vom Bahnhof Zoo RCA 43606 - David Bowie" (1981)

#### Попкултура
- филм из 1981 Кристијана Ф. - Ми деца са станице Зоо
- видео спот Бутча Вокера (енгл. Butch Walker) у песми Bethamphetamine (Pretty, Pretty) (албум The Rise and Fall of Butch Walker and the Let's-Go-Out-Tonites) за инспирацију користи мотив Кристијане Ф. коју игра Аврил Лавињ[19]
- серија „Ми деца са станице Зоо” (2021)[20]